# A.U. Bååth
Albert Ulrik Bååth (født 13. juli 1853 i Malmø, død 2. august 1912 i Göteborg) var en svensk digter. Han var bror til Cecilia Bååth-Holmberg og søn af en fætter til Johan Ludvig Bååth.
Bååth blev student i Lund 1871, dr. phil. 1884 og var en tid lærer ved folkehøjskolen "Hvilan" og studerede i København som Tegnér-Oehlenschlägersk stipendiat. Han blev 1891 ansat ved Göteborgs Museum og samme år docent i oldnordisk litteratur ved Göteborgs Højskole. Omtrent samtidig med at Strindberg med Röda rummet og fru Edgren med Ur lifvet indledlete den realistiske periode i svensk litteratur fremtrådte Bååath med sine første digtsamlinger (1879 og 1881). Han tilhører også realismen i kraft af sine skildringers sanddruhed og ærlighed, men i hele sit livssyn slutter han sig nærmere til sin ven Viktor Rydbergs idealisme: en varm medfølelse for livets stedbørn, en stræben efter at hæve dem, kendetegner hele hans gerning. Han er en ægte lyrisk begavelse, og han synger helst om sin hjemstavn Skåne og ikke mindst om den skånske almue. Af hans senere digtning kan nævnes: Vid allfarväg (1884), På gröna stigar (1889), Svenska toner (1893) samt to større episke digte Marit Vallkulla (1887) med emne fra hekseprocesserne i Dalarne og Kärlekssagan på Björkebärga (1892) om Lars Wiwallius. Bååth har desuden skrevet forskellige afhandlinger om oldnordisk liv og litteratur og givet fortræffelige oversættelser af de vigtigste slægtssagaer. Som sit hovedværk betragtede han selv Wagners sagor (6 bind, 1903—04).